# St. Martin (Froitzheim)

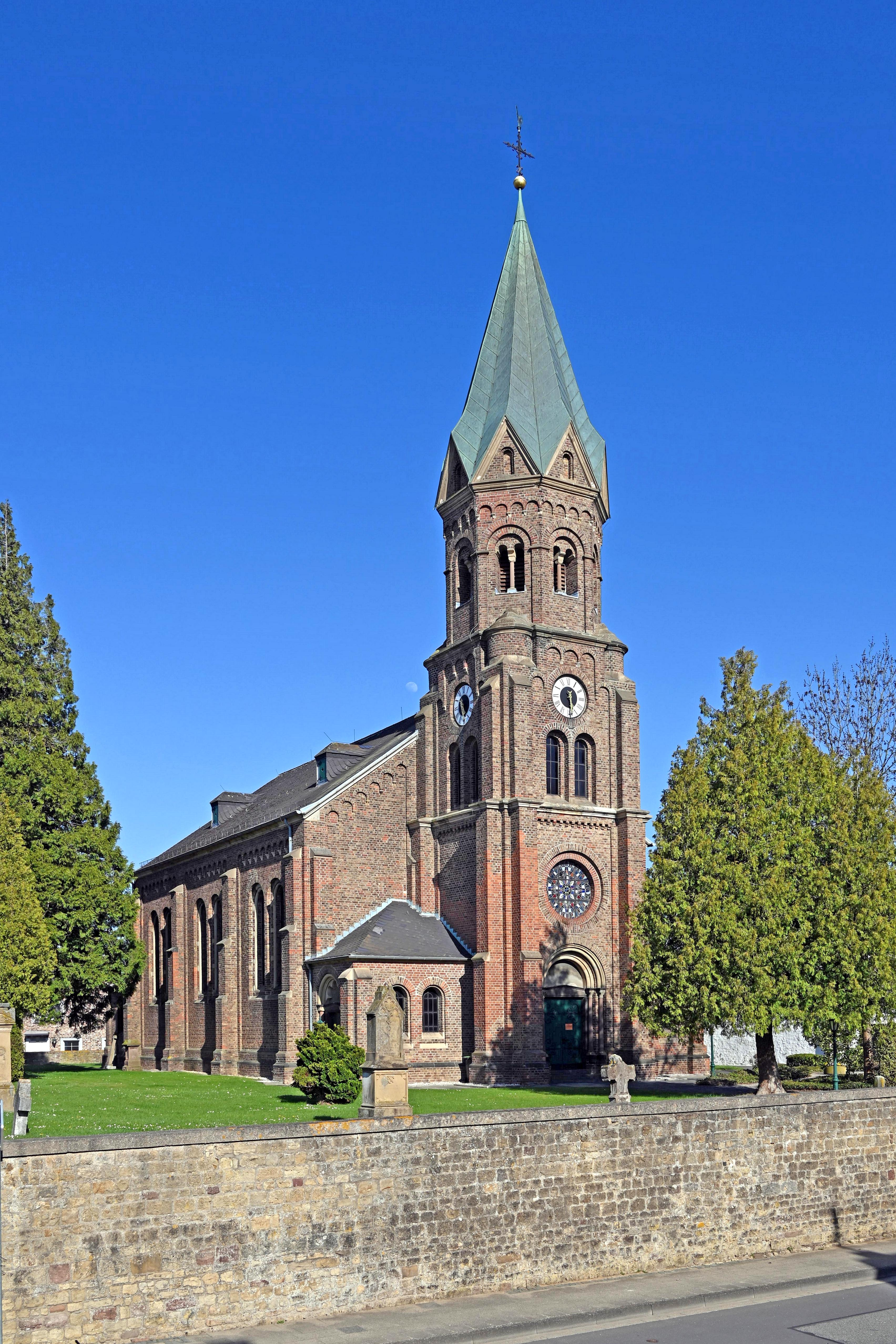
St. Martin in Froitzheim

St. Martin ist die römisch-katholische Filialkirche des Ortsteils Froitzheim der Gemeinde Vettweiß im Kreis Düren (Nordrhein-Westfalen). 
Die Kirche ist unter Nummer Fro-6 in die Liste der Baudenkmäler in Vettweiß eingetragen und dem hl. Martin von Tours geweiht.

## Geschichte
In Froitzheim besteht bereits seit dem 9. Jahrhundert ein Kirchengebäude. Das heutige Gotteshaus wurde von 1868 bis 1870 im neuromanischen Baustil nach Plänen des Kölner Architekten Heinrich Nagelschmidt erbaut. Die Kirche ist eine dreischiffige Hallenkirche mit halbkreisförmiger Apsis im Osten und viergeschossigem Glockenturm im Westen.
Seit 2010 ist Froitzheim keine eigenständige Pfarre mehr, wodurch die Kirche auch den Rang einer Pfarrkirche verlor und zur Filialkirche herabgestuft wurde. Die ehemalige Pfarre wurde mit den restlichen Pfarreien auf Vettweißer Gemeindegebiet zur Großpfarre St. Marien Vettweiß zusammengelegt.

## Ausstattung
In der Kirche befinden sich ein neuromanischer Hochaltar und neuromanische Kirchenbänke. Des Weiteren ist die Ausmalung aus der Erbauungszeit in großen Teilen erhalten. Die Fenster sind um 1970 geschaffen worden. Die Orgel der Kirche stammt aus dem Jahr 1886 und ist ein Werk des Bonner Orgelbauers Johannes Klais. Die Orgel besitzt 13 Register und ist im Originalzustand erhalten. 

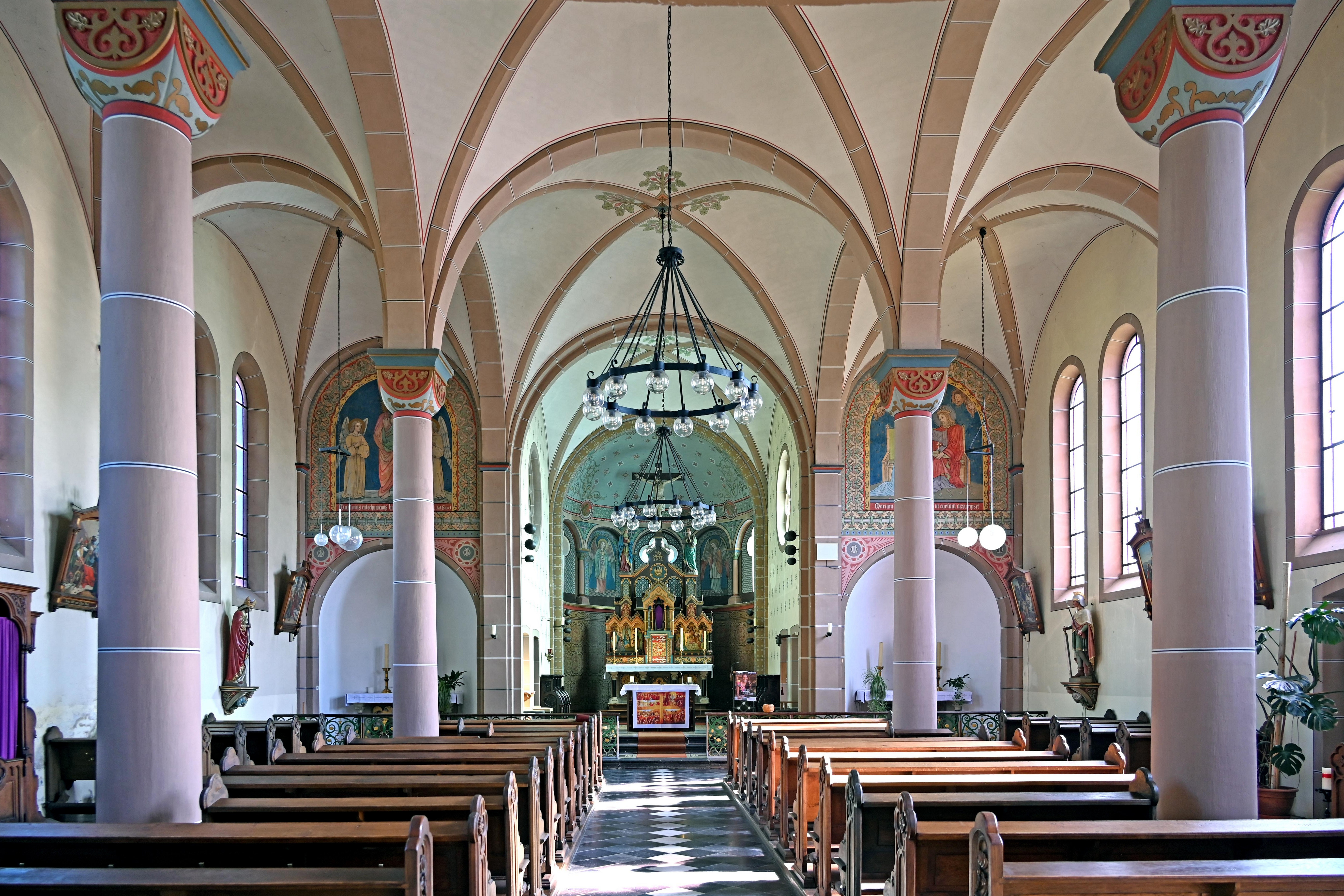
Innenraum nach Osten
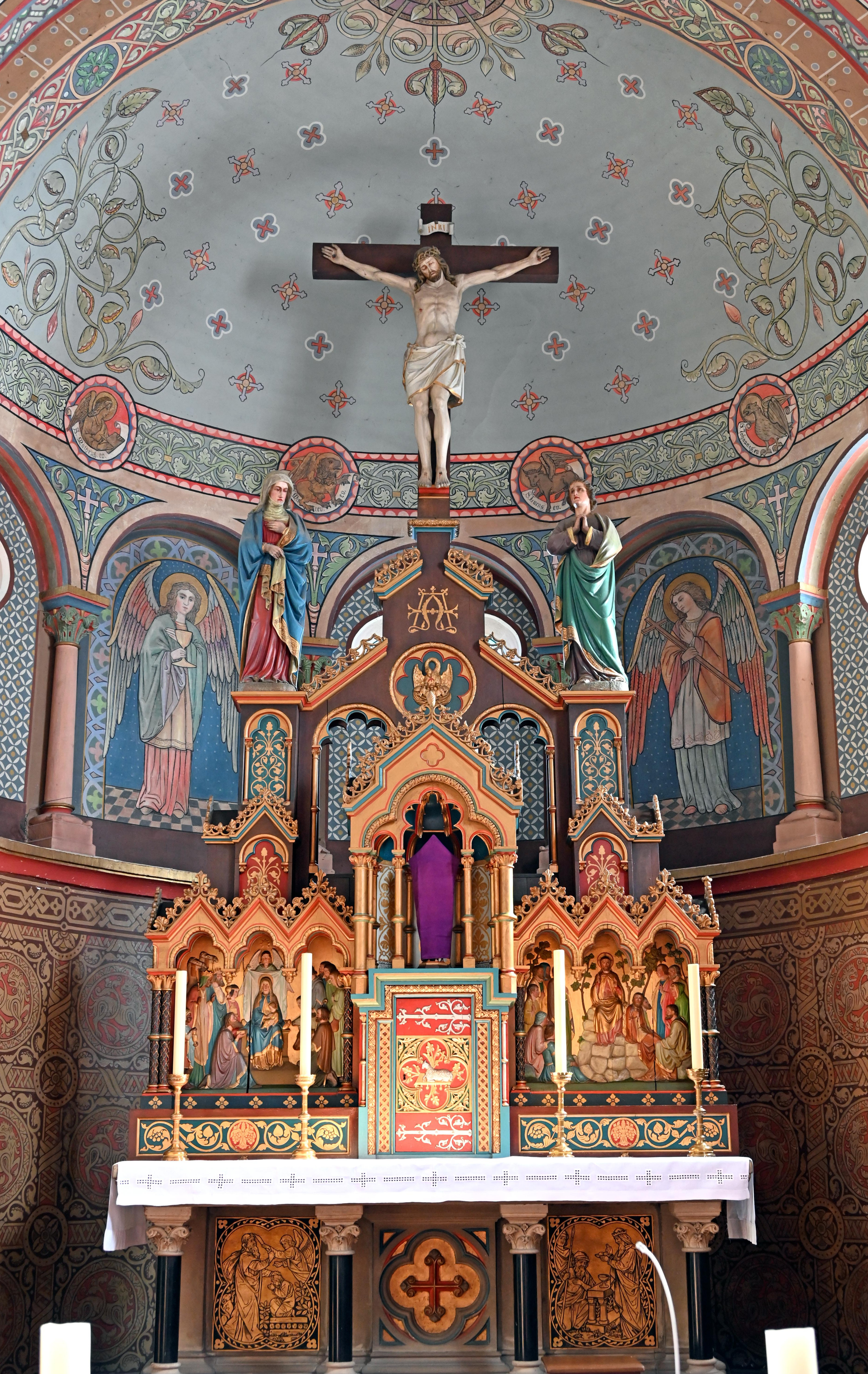
Hochaltar
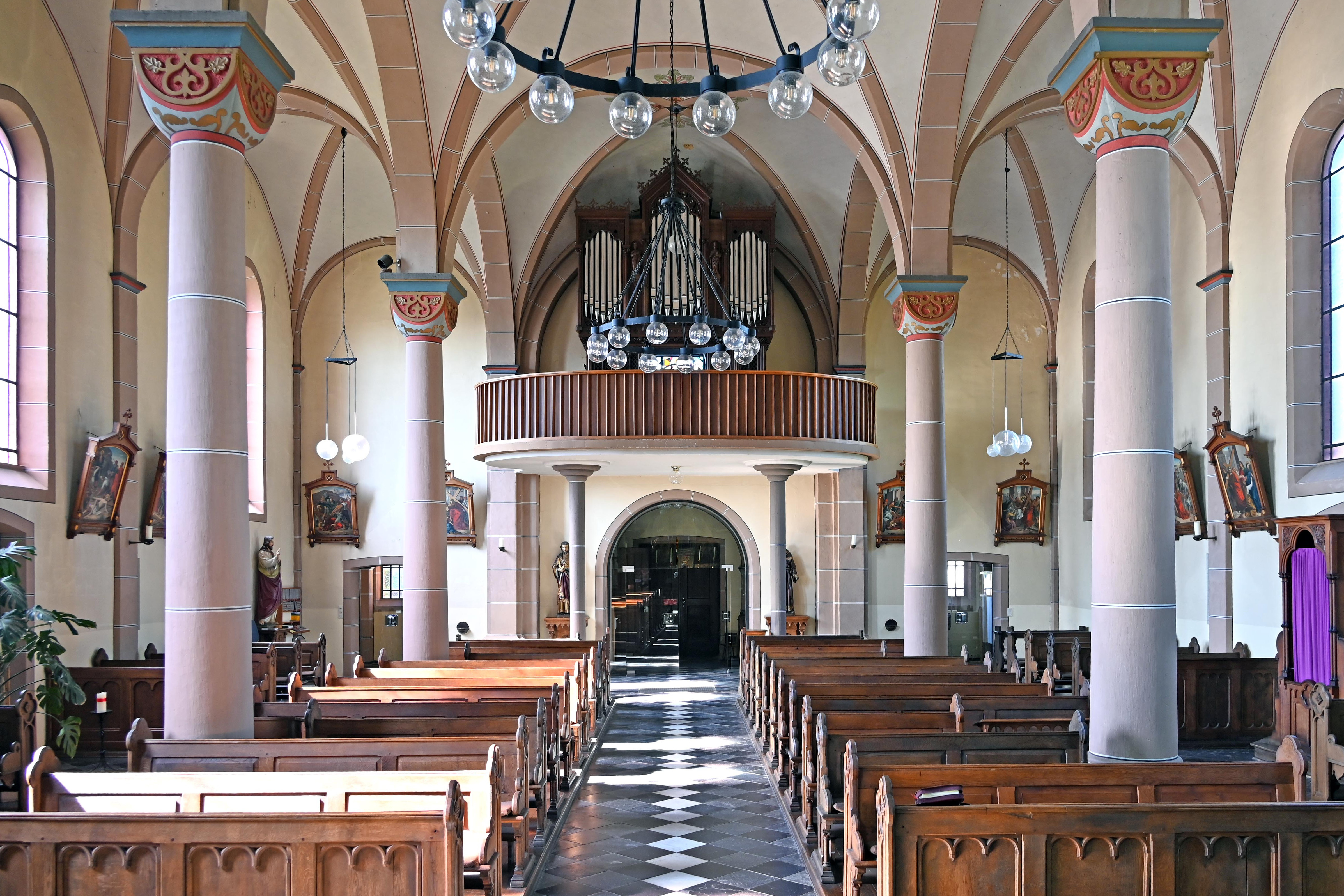
Innenraum nach Westen
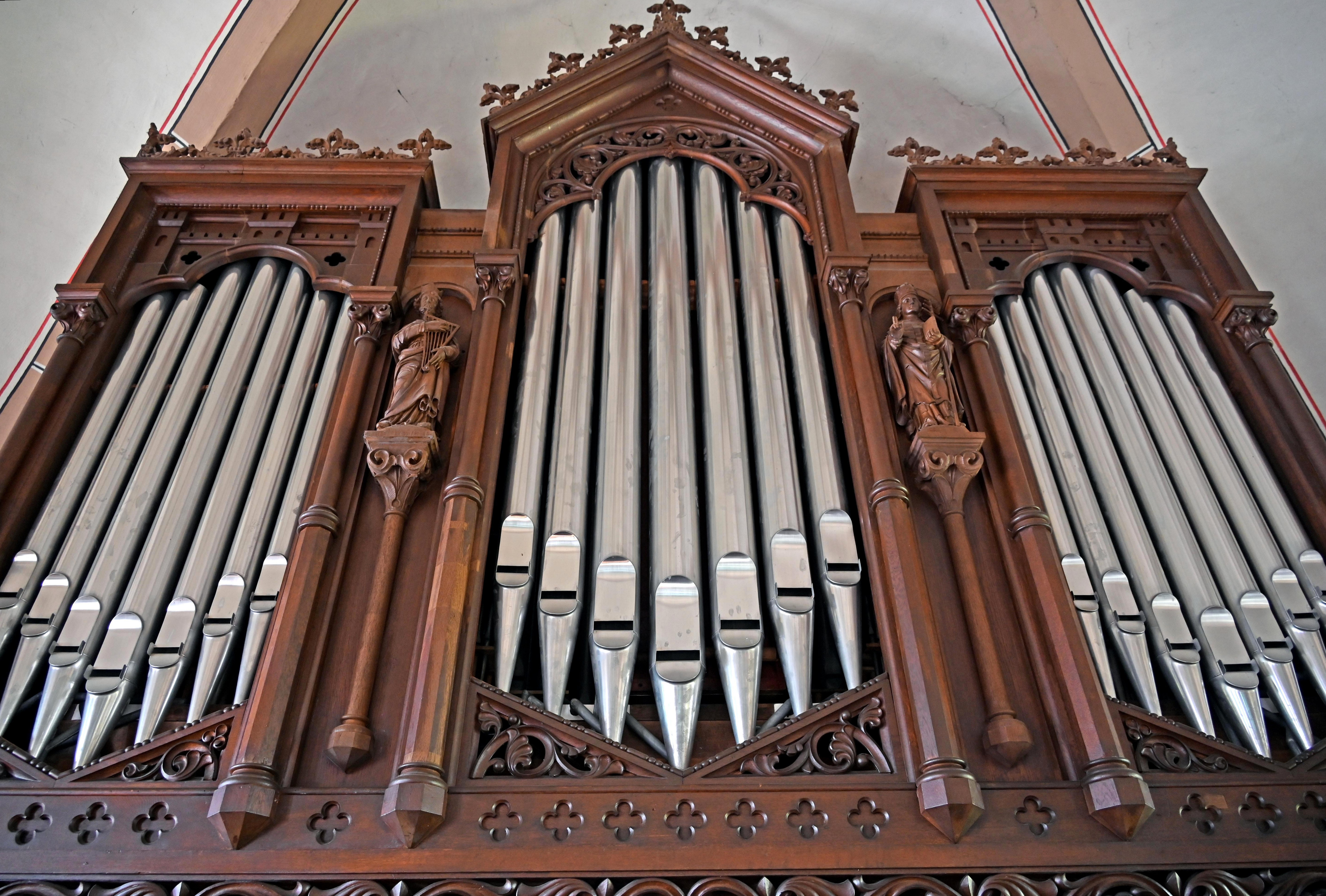
Klais-Orgel von 1886

## Glocken
Im Jahr 1898 goss die Glockengießerei Otto aus Hemelingen/Bremen drei Bronzeglocken für die Martinskirche mit der Schlagtonreihe: fis′ – a′ – h′. Es war ein Guss von Karl Otto von der Gießerei Otto aus Hemelingen. Zwei der drei Glocken wurden im Ersten Weltkrieg eingeschmolzen. Im Jahr 1921 ergänzte Werner Hüesker von der Gießerei Petit & Gebr. Edelbrock aus Gescher das Geläut durch zwei neue Bronzeglocken. Die alte OTTO-Glocke und die beiden von Petit & Edelbrock wurden im Zweiten Weltkrieg beschlagnahmt und eingeschmolzen. Heute befinden sich im Glockenturm drei Bronzeglocken der Glockengießerei F. Otto aus Bremen-Hemelingen, die Dieter Otto 1962 mit der gleichen Schlagtonreihe wie 1898 goss.
| Nr. | Name | Durchmesser (mm) | Masse (kg, ca.) | Schlagton (HT-1/16) | Gießer                                      | Gussjahr |
| 1   | -    | 1089             | 720             | fis1                | Dieter Otto, Fa. F. Otto, Bremen-Hemelingen | 1962     |
| 2   | -    | 915              | 450             | a1                  | Dieter Otto, Fa. F. Otto, Bremen-Hemelingen | 1962     |
| 3   | -    | 800              | 325             | h1                  | Dieter Otto, Fa. F. Otto, Bremen-Hemelingen | 1962     |

Motiv: Te Deum

## Pfarrer
Folgende Priester wirkten bis zur Auflösung der Pfarre als Pastor an St. Martin:
| von – bis | Name                    |
| --------- | ----------------------- |
| 1912–1937 | Wilhelm Küppers         |
| 1937–1958 | Johannes Klaßen         |
| 1958–1969 | Jakob Grefertz          |
| 1969–1972 | Wilhelm Huppertz        |
| 1972–1973 | Carl Heinz Jünemann     |
| 1973–1979 | P. Matthias Ruypers SMM |
| 1979–1988 | P. Heinz Bornheim MSF   |
| 1988–2003 | Martin Schultheis       |
| 2003–2005 | Wilhelm Lennarz         |
| 2005–2010 | Gerd Kraus              |